# Kommunikationspsychologie
Die Kommunikationspsychologie ist ein Teilbereich der Psychologie und untersucht Formen kommunikationsbezogener Prozesse (etwa der zwischenmenschlichen Kommunikation) und für die Ergebnisse dieser Prozesse relevante Einflussfaktoren und Bedingungen mit den Methoden der Psychologie. Damit verfolgt sie das Ziel der Untersuchung, Erklärung, Vorhersage und Verbesserung von Kommunikationsprozessen und ihren Ergebnissen unter psychologischen Aspekten; sie greift dabei Erkenntnisse und Befunde aus sowohl anderen psychologischen wie der Sozial-, Organisations- und Sprachpsychologie als auch nicht psychologischen Disziplinen wie der Kommunikationswissenschaft auf. Ein bekanntes Forschungs- und Anwendungsgebiet ist die Führungspsychologie.

## Kommunikation aus psychologischer Sicht
Neben dem Informationsaustausch sieht die Psychologie eine weitere Funktion von Kommunikation und Interaktion in der wechselseitigen Steuerung und Kontrolle von Verhalten. Soziale Interaktion ist wechselseitig aufeinander bezogenes Verhalten von Menschen. Die beteiligten Personen beeinflussen einander wechselseitig und reagieren aufeinander.
Paul Watzlawick, Janet H. Beavin und Don D. Jackson formulierten 1969 fünf metakommunikative Axiome, die für jede interpersonale Kommunikation gelten. Vor allem die folgenden drei Axiome fassen grundlegende Erkenntnisse der Kommunikationspsychologie zusammen:
- „Man kann nicht nicht kommunizieren!“
- „Jede Kommunikation hat einen Inhalts- und einen Beziehungsaspekt, wobei Letzterer den Ersteren bestimmt und daher eine Metakommunikation ist.“
- „Zwischenmenschliche Kommunikationsabläufe sind entweder symmetrisch oder komplementär, je nachdem, ob die Beziehungen zwischen den Partnern auf Gleichheit oder Unterschiedlichkeit basieren.“

## Anwendungsbereiche der Kommunikationspsychologie
Ziel der Kommunikationspsychologie ist unter anderem die Optimierung von Kommunikation, sodass diese reibungsloser und erfolgreicher ablaufen kann. In Bezug auf die direkte interpersonale Kommunikation kann diese in unterschiedlichen Kontexten auf Basis kommunikationspsychologischer Erkenntnisse verbessert werden:
- privater Kontext: Optimierung der Kommunikation in Partnerschaften und Familien[4]
- beruflicher Kontext: Optimierung der Kommunikation in Beratungs- und Therapiesituationen, Mitarbeitergesprächen, Gesprächen zwischen Arzt und Patient, bei Verkaufsverhandlungen, in Lehr-Lern-Situationen,  in Organisationen[4], in der Erziehungsberatung und in Trainingsprogrammen[5].